# أفرو بيسون
أفرو بيسون (بالإنجليزية: Avro Bison)‏ هي طائرة استطلاع أنتجت في بريطانيا. من صناعة أفرو. كانت تستخدم بشكل أساسي من قبل سلاح الجو الملكي. كان أول طيران لها في 1921. دخلت الخدمة في 1922، انتهت خدمتها في 1929. صنع منها 55 طائرة.